# Solothurn
Thành phố Solothurn (tiếng Đức: Solothurn phát âm [ˈzoːlotʊrn] ⓘ; tiếng Pháp: Soleure [sɔlœʁ]; tiếng Ý: Soletta [soˈletːa]; tiếng Romansh: Soloturn) là thủ phủ của Bang Solothurn ở Thụy Sĩ. Thành phố cũng là đô thị duy nhất của huyện Solothurn.
Ngôn ngữ chính thức của Solothurn là tiếng Đức chuẩn Thụy Sĩ, những ngôn ngữ được sử dụng nhiều nhất là phương ngữ Đức Thụy Sĩ Alemanni.

## Nhân vật
- Tadeusz Kościuszko (1746–1817), anh hùng Ba Lan; sống lưu vong tại Solothurn
- Aleksandr Vladimirovich Popov